# Bahnhof Schruns
Bahnhof Schruns vasúti fejállomás Ausztriában, Schruns városban.

## Vasútvonalak
Az állomást az alábbi vasútvonalak érintik:
- Montafonerbahn

## Kapcsolódó állomások
A vasútállomáshoz az alábbi állomás van a legközelebb:
- Bahnhof Tschagguns

## Járatok
| Járat | Útvonal | Gyakoriság    |
| ----- | --- | ------------- |
| REX   | Vorarlbergbahn: (Lindau –) Bregenz – Dornbirn – Feldkirch – Bludenz (– Schruns)                                                                            | Több vonatpár |
| S 4   | Montafonerbahn: Bludenz – Bludenz-Moos – Brunnenfeld-Stallehr – Lorüns – St. Anton im Montafon – Vandans – Kaltenbrunnen-Gantschier – Tschagguns – Schruns | (fél)óránként |